# Alejandro Jiménez Lafeble
Alejandro Jiménez Lafeble (Talca, 26 de febrero de 1936 - Santiago, 5 de enero de 1998) fue un religioso chileno, obispo auxiliar de Talca y obispo de Valdivia (1983 - 1996).
Estudió en el Seminario de Santiago y en la Universidad Gregoriana en Roma, Licenciado en Filosofía y Teología. Ordenado sacerdote el 28 de octubre de 1959 en la Capilla del Colegio Pío Latinoamericano, en Roma por Monseñor Antonio Samoré. 
Fue profesor en la Pontificia Universidad Católica de Chile, responsable de la formación de seminaristas en Talca y vicario episcopal de esta Diócesis. 
En 1975, el Papa Pablo VI lo eligió Obispo titular de Martana y Auxiliar en Talca. 

El Papa Juan Pablo II lo nombró Obispo de Valdivia el 14 de diciembre de 1983, sucediendo en este cargo a Monseñor José Manuel Santos Ascarza, quien asumió el Arzobispado de Concepción. Tomó posesión de la Diócesis el 6 de enero de 1984. Su tarea episcopal se concentró en la Pastoral de los Derechos Humanos, En esta Diócesis se caracterizó por su cercanía con los sectores obreros, y la defensa de los Derechos Humanos; la reorganización de la Pastoral diocesana, creando una serie de departamento de acción evangelizadora y algunas fundaciones para canalizar la ayuda social a los más desposeídos. También continuó el trabajo de reconstrucción de la Catedral de Valdivia, destruida en el terremoto del 22 de mayo de 1960. 
En 1984, 1989 y 1994 le tocó realizar la visita Ad limina apostolorum a la Santa Sede. 
Por motivos de salud tuvo que renunciar a la conducción de la Diócesis, la que fue aceptada por el Papa Juan Pablo II el 28 de febrero de 1996. Falleció a la edad de 62 años, el 5 de enero de 1998. Sus restos descansan en el Cementerio General de Santiago, junto a sus padres.